# 棒棰島
棒棰島又稱棒槌島，是中華人民共和國遼寧省大連市黃海沿岸的一個島嶼，面積0.3平方公里，距離陸地600米。棒棰島外型類似人參，而人參在當地又叫棒棰，所以島嶼得名棒棰島。